# اوکشبریا
اوکشبریا یا  اکرشبریا (به سوئدی: Åkersberga) یک منطقه مسکونی است که در بخش آستروکر در شهرستان استکهلم در کشور سوئد در واقع شده‌است. جمعیت این منطقه مسکونی ۰۳۳’۲۸ نفر است.